# Trigonidium grande
Trigonidium grande là một loài thực vật có hoa trong họ Lan. Loài này được Garay miêu tả khoa học đầu tiên năm 1957.